# Notre-Dame de Clignancourt
Notre-Dame de Clignancourt är en kyrkobyggnad i Paris, invigd åt Jungfru Maria. Kyrkan är belägen vid Place Jules Joffrin i Paris artonde arrondissement. Clignancourt syftar på en by som 1860 inlemmades i Paris.